# Dorfkirche Darnstedt

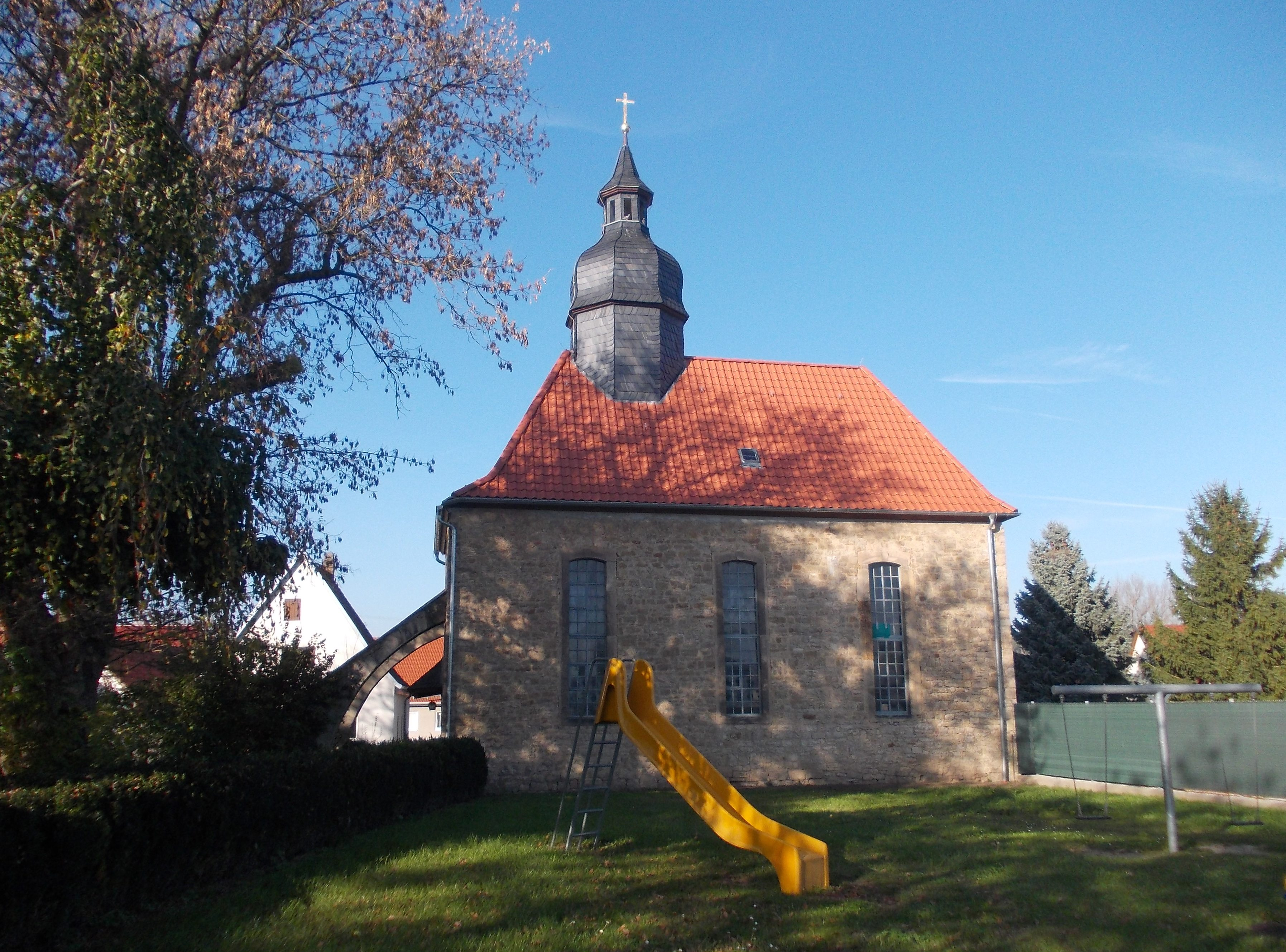
Die Kirche

Die evangelische Dorfkirche Darnstedt steht am Südrand der Ortschaft auf erhöhter Ebene im Ortsteil Darnstedt der Gemeinde Niedertrebra im Landkreis Weimar in Thüringen. Sie gehört zur Kirchgemeinde Bad Sulza im Kirchenkreis Apolda-Buttstädt der Evangelischen Kirche in Mitteldeutschland.
Im Jahre 1662 wurde von dem Vorgängerbauwerk in Darnstedt urkundlich berichtet. Die jetzige Dorfkirche Darnstedt wurde 1769 erbaut.

## Architektur und Ausstattung
Der rechteckige Natursteinbau mit hohen Segmentbogenfenstern hat auf dem Walmdach einem Dachreiter. Die östliche Schmalseite ist durch zwei nachträglich angefügte Strebebögen abgestützt.
Der Kirchenraum ist eine dreischiffige flachgedeckte Emporenhalle mit schmalem Mittelschiff zweigeschossigen Seitenemporen. Die zweimanualige pneumatische Orgel wurde 1908 von Emil Heerwagen erstellt. Der Gottesacker ist mit einer Mauer umgeben.
Ein Waidstein vor der Kirche erinnert an den ursprünglich vorrangigen Anbau von Waid.

## Erhaltungsstand
Die Dachziegel sind wenige Jahrzehnte alt, aber Feuchtigkeitsflecken an der Decke des frisch renovierten Innenraums deuten auf Undichtigkeiten. Die Regenrinnen wurden nach 2010 erneuert.